# María Dámasa Jova Baró
María Dámasa Jova Baró (11 de dezembro de 1890 — 11 de fevereiro de 1940) foi uma escritora, pedagoga e poetisa cubana.

## Vida
Filha de Feliciano Jova e María del Socorro Baró, nasceu em Ranchuelo; seu pai morreu quando ela tinha menos de dois anos e se mudou com sua mãe para Cienfuegos. Jova Baró treinou como professora de escola primária.
Jova Baró foi a primeira mulher negra de Cuba a ser proprietária de uma gráfica; começou a publicar a revista infantil Ninfas em janeiro de 1929. Também produziu um programa de rádio para crianças chamado "La Hora Teatral de las Ninfas", e criou um clube literário e artístico para crianças. Jova Baró foi também fundadora e editora-chefe da publicação literária e crítica Umbrales: Revista Literaria Artística de 1934 a 1937. Em 1925 publicou uma coletânea de poemas, Arpegios íntimos.
Jova Baró participou do Clube Feminino da província e levantou suas preocupações sobre a marginalização das mulheres afro-cubanas no Congresso Nacional Feminino de 1939 em Havana.
Em 1939, se uniu ao partido político Conjunto Nacional Democrático e foi eleita como a candidata regional para a assembléia nacional; no entanto, a junta eleitoral provincial desautorizou sua candidatura.
Faleceu em Santa Clara aos 49 anos, e a cidade de Santa Clara nomeou uma escola primária em sua homenagem.